# Camptoptera loretoensis
Camptoptera loretoensis är en stekelart som beskrevs av Dmitriy Alekseevich Ogloblin 1947. Camptoptera loretoensis ingår i släktet Camptoptera och familjen dvärgsteklar. Inga underarter finns listade.